# أحب طريقتك في الكذب
لوف ذا واي يو لاي هي الأغنية المنفردة الثانية من ألبوم الرابر الأمريكي إمينم السابع ريكوفري. المغنية سكايلر غري استلهمت لكتابة وتسجيل أغنية تجريبية مع أليكس ذا كيد عندما شعرت كأنها في علاقة رومانسية سيئة مع صناعة الموسيقى. إمنيم كتب الآيات واختار المغنية البربادوسية ريانا لغناء الجوقة; أثرت تجاربهم السابقة مع العنف المنزلي على التعاون. عقدت جلسات التسجيل في فيرنديل، بولاية ميشيغان، ودبلن، أيرلندا. مع دعم الإيتار، البيانو والكمان، الأغنية ميدتيمبو هيب هوب بالاد مع بوب ويصف عاشقين الذين يرفضون الانفصال على الرغم من كونهم بعلاقة حب-كراهية سيئة.
تسجيلات إنترسكوب أصدرت الأغنية المنفردة في أغسطس 2010. أشاد نقاد الموسيقى على اللحن ولكن كانوا منقسمين بشأن موضوع الفيديو مثل إثارة المشاعر والدقة. قام إمينم بالترويج للأغنية عن طريق أداء حي في معرض الترفيه الإلكتروني لعام 2010, جوائز ام تي في للأغاني المصورة والمهرجانات الموسيقية. الفيديو المصور، من إخراج جوزيف خان، يتضمن الممثل دومينيك موناغان والممثلة ميغان فوكس في علاقة عنيفة ويظهر إمينم وريانا أمام منزل يحترق. تلقى الفيديو ردود فعل مختلطة بسبب مشاهد العنف المنزلي. اقترح النقاد بأن الأغنية والفيديو تأثر بعلاقة إمينم وريانا السابقة مع حبيبته السابقة كيمبرلي سكوت وكريس براون.
مجلات أدرجت «لوف ذا واي يو لاي» من بين أفضل أغاني عام 2010 وأفضل عمل لإمينم. الأغنية فازت بجوائز وحصلت على خمسة ترشيحات غرامي. أفضل أغنية منفردة مبيعاً بالنسبة له، وصلت إلى المركز الأول في ستة وعشرين دولة، بما في ذلك الولايات المتحدة بيلبورد هوت 100 لمدة سبعة أسابيع. الأغنية باعت أكثر من خمسة ملايين نسخة في الولايات المتحدة وكانت أفضل أغنية مبيعاً لعام 2010 في المملكة المتحدة. فنانين مثل شير لويد وذا باند بيري قاموا بأداء الأغنية. قالت ريانا عن موضوع العنف المنزلي، هو موضوع التي تدعي بأن الكثير ليس لديهم دراية عنه، وهذا ما يجعل الأغنية فعالة. لاحقاً سجلت «لوف ذا واي يو لاي (بارت II)».

## الجوائز والترشيحات

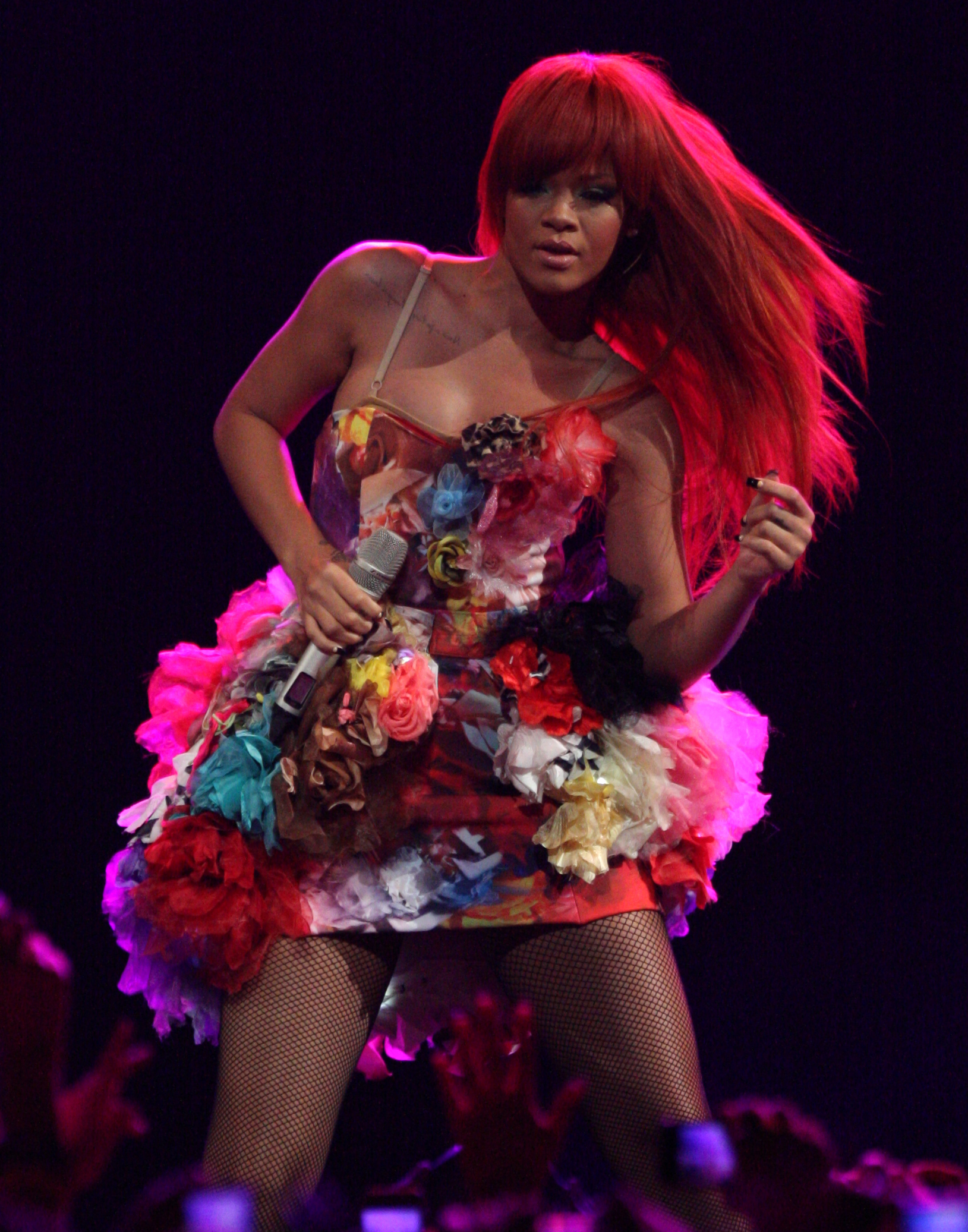
موافقة ريانا على موضوع الأغنية أثر لها في النهاية على العمل مع إمينم.

| السنة | الحفل                              | الفئة                                                  | النتيجة |
| ----- | ---------------------------------- | ------------------------------------------------------ | ------- |
| 2010  | جوائز ام تي في الموسيقية الأوروبية | أفضل أغنية                                             | رُشِّح     |
| 2010  | جوائز ام تي في الموسيقية الأوروبية | أفضل فيديو                                             | رُشِّح     |
| 2010  | جوائز سول ترين الموسيقية           | أفضل أغنية هيب-هوب لهذه السنة                          | فوز     |
| 2010  | جائزة اختيار المراهقين             | اختيار الموسيقى: أغنية راب/هيب-هوب                     | فوز     |
| 2011  | جوائز بربادوس الموسيقية            | أفضل تعاون                                             | فوز     |
| 2011  | جوائز بي إي تي هيب-هوب             | أفضل هيب-هوب فيديو                                     | رُشِّح     |
| 2011  | جوائز بيلبورد الموسيقية            | أفضل أغنية في هوت 100                                  | رُشِّح     |
| 2011  | جوائز بيلبورد الموسيقية            | أفضل أغنية راب                                         | فوز     |
| 2011  | جوائز بيلبورد الموسيقية            | أفضل أغنية رقمية                                       | رُشِّح     |
| 2011  | جوائز بيلبورد الموسيقية            | أفضل أغنية راديو                                       | رُشِّح     |
| 2011  | جوائز بيلبورد الموسيقية            | أفضل أغنية بث حي (صوت)                                 | رُشِّح     |
| 2011  | جوائز بيلبورد الموسيقية            | أفضل أغنية بث حي (فيديو)                               | رُشِّح     |
| 2011  | جوائز ديترويت الموسيقية            | أفضل أغنية بارزة وطنية                                 | رُشِّح     |
| 2011  | جوائز ديترويت الموسيقية            | أفضل فيديو بارز / ميزانية كبيرة (أكثر من 10,000 دولار) | رُشِّح     |
| 2011  | جوائز الغرامي                      | أفضل أغنية تعاون راب/غناء                              | رُشِّح     |
| 2011  | جوائز الغرامي                      | تسجيل السنة                                            | رُشِّح     |
| 2011  | جوائز الغرامي                      | أفضل فيديو مصور قصير                                   | رُشِّح     |
| 2011  | جوائز أغاني الدانس العالمية        | أفضل أغنية دانس راب/هيب-هوب                            | رُشِّح     |
| 2011  | جوائز ام تي في للأغاني المصورة     | أفضل فيديو لذكر                                        | رُشِّح     |
| 2011  | جوائز ام تي في للأغاني المصورة     | أفضل تصوير سينمائي                                     | رُشِّح     |
| 2011  | جوائز ام تي في للأغاني المصورة     | أفضل إخراج                                             | رُشِّح     |
| 2011  | جوائز ام تي في للأغاني المصورة     | أفضل فيديو مع رسالة                                    | رُشِّح     |
| 2011  | جوائز ام تي في الموسيقية اليابانية | أفضل تعاون                                             | فوز     |
| 2011  | جوائز فيديو متش ميوزك              | الفيديو الأكثر مشاهدة لهذه السنة                       | رُشِّح     |
| 2011  | جوائز فيديو متش ميوزك              | فيديو السنة العالمي - فنان                             | رُشِّح     |
| 2011  | جوائز فيديو متش ميوزك              | فنانك المفضل العالمي                                   | رُشِّح     |
| 2011  | جوائز إم واي إكس الموسيقية         | الفيديو المفضل العالمي                                 | رُشِّح     |
| 2011  | جوائز صور ان اي اي سي بي           | أفضل تعاون                                             | رُشِّح     |
| 2011  | جوائز إن آر جي الموسيقية           | أفضل أغنية عالمية                                      | رُشِّح     |
| 2011  | جوائز إن آر جي الموسيقية           | فيديو السنة                                            | رُشِّح     |
| 2011  | جوائز بيبول تشويس                  | الأغنية المفضلة                                        | فوز     |
| 2011  | جوائز بيبول تشويس                  | الفيديو المصور المفضل                                  | فوز     |

## الأداء التجاري
وصلت «لوف ذا واي يو لاي» المركز الأول في مخطط الأغاني المنفردة في العالم. وفقاً للإتحاد الدولي للصناعة الفونوغرافية، باعت الأغنية 9,3 مليون نسخة في جميع أنحاء العالم في عام 2010. في ديسمبر 2011, تم اعتماد «لوف ذا واي يو لاي» على أنها أفضل أغنية منفردة مبيعاً لإمينم.

### أمريكا الشمالية
دخلت بيلبورد هوت 100 لأول مرة في المركز الثاني يوم 10 يوليو، 2010. الأغنية دخلت بيلبورد الأغاني الرقمية لأول مرة في المركز الأول بعد بيع 338,000 نسخة رقمية في الأسبوع الأول. من 31 يوليو إلى 11 سبتمبر، 2010, أمضت سبعة أسابيع في الهوت 100, أعطت إمينم أربع أغاني، وريانا سبع، التي وصلت إلى المركز الأول في الولايات المتحدة. في الأسبوع الرابع على التوالي، ارتفعت «لوف ذا واي يو لاي» من المركز الثالث عشر إلى الثامن في بيلبورد أغاني البوب، حيث كانت أغنية إمينم التاسعة وريانا الخامسة عشر أغنية التي تدخل إلى المراكز العشرة الأولى. الأغنية باعت أكثر من 300,000 نسخة رقمية في الأسبوع الذي بدأ من يوم 14 أغسطس، 2010, ارتفعت إلى المركز الثاني في أغاني البوب وأغاني الراديو. في 21 أغسطس، 2010, تم إعطاء الأغنية جائزة بي دي إس من قبل نيلسن لنظم البيانات من أجل بث الأغنية المنفردة أكثر من 50,000 مرة في الراديو. تصدرت أغاني البوب في نفس الأسبوع، أعطت إمينم ثالث أغنية تصل إلى المركز الأول وبهذا ريانا تعادل ماريا كاري، بيونسي نولز وليدي غاغا للفنانين الأكثر وصولاً إلى المركز الأول في أغاني البوب مع ستة أغاني. كانت «لوف ذا واي يو لاي» أول أغنية تصل إلى المركز الأول في بيلبورد أغاني الراب من أغنية إمينم المنفردة الأولى «ذا ريل سلم شيدي» في عام 2000. في بيلبورد أغاني رقمية يوم 28 أغسطس، 2010, وصلت إلى المركز الأول مع مبيعات وصلت إلى 254,00 نسخة. مع مبيعات وصلت إلى 4,245,000 نسخة، أصبحت «لوف ذا واي يو لاي» الأغنية الثالثة الأكثر مبيعاً من عام 2010 في الولايات المتحدة. بحلول يونيو 2013, باعت 5,892,000 نسخة في الولايات المتحدة.

### أوروبا
وبحلول نهاية العام، تم بيع 854,000 نسخة في المملكة المتحدة، مما يجعل «لوف ذا واي يو لاي» الأغنية الأكثر مبيعاً في البلاد لعام 2010. في أكتوبر 2011, أصبحت الأغنية المائة وتسعة التي تصل إلى مليون مبيعات هناك. بحلول نوفمبر 2012, باعت 1,05 مليون نسخة في المملكة المتحدة، وبهذا تصبح في المركز المائة في قائمة الأغاني التي وصلت في المبيعات مليون.

### آسيا
كانت الأغنية الثالثة الأكثر مبيعاً لعام 2010 في كوريا الجنوبية من قبل فنان أجنبي، مع مبيعات وصلت إلى 1,200,653 تحميل رقمي.

## قائمة أغاني الأغنية المنفردة
- أسطوانة منفردة

1. «لوف ذا واي يو لاي» (مع ريانا) – 4:23
2. «نوت أفريد» (عرض مباشر في تي إن ذا بارك) – 6:54

### نهاية عام الرسوم البيانية

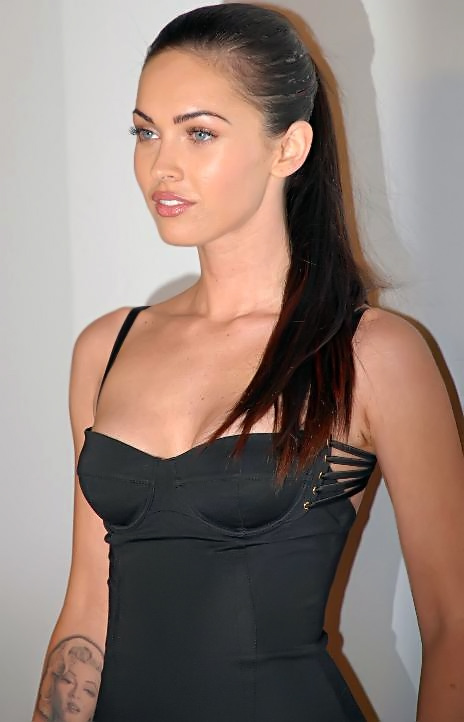
وفقاً للمخرج جوزيف خان، حصل الفيديو المصور على تأثير قوي بسبب الممثلة ميغان فوكس.

## الرسوم البيانية
| المخطط (2010)                         | المركز | المصادر |
| ------------------------------------- | ------ | ------- |
| أستراليا                              | 1      | [ 20 ]  |
| النمسا                                | 1      | [ 21 ]  |
| بلجيكا (فلاندرز)                      | 1      | [ 22 ]  |
| بلجيكا (والونيا)                      | 1      | [ 22 ]  |
| كندا                                  | 1      | [ 23 ]  |
| جمهورية التشيك                        | 2      | [ 24 ]  |
| الدنمارك                              | 1      | [ 25 ]  |
| أوروبا هوت 100                        | 1      | [ 26 ]  |
| فنلندا                                | 1      | [ 27 ]  |
| فرنسا                                 | 3      | [ 28 ]  |
| ألمانيا                               | 1      | [ 29 ]  |
| المجر (مراكز الراديو الأربعين الأولى) | 1      | [ 30 ]  |
| أيرلندا                               | 1      | [ 31 ]  |
| إسرائيل                               | 1      | [ 32 ]  |
| إيطاليا                               | 1      | [ 33 ]  |
| لوكسمبورغ                             | 1      | [ 34 ]  |
| هولندا                                | 4      | [ 35 ]  |
| نيوزيلندا                             | 1      | [ 36 ]  |
| النرويج                               | 1      | [ 37 ]  |
| بولندا                                | 1      | [ 38 ]  |
| رومانيا                               | 1      | [ 39 ]  |
| روسيا                                 | 1      | [ 40 ]  |
| إسكتلندا                              | 3      | [ 41 ]  |
| سلوفاكيا                              | 1      | [ 42 ]  |
| كوريا الجنوبية                        | 1      | [ 43 ]  |
| إسبانيا                               | 1      | [ 44 ]  |
| السويد                                | 1      | [ 45 ]  |
| سويسرا                                | 1      | [ 46 ]  |
| المملكة المتحدة                       | 2      | [ 47 ]  |
| آر أند بي المملكة المتحدة             | 1      | [ 48 ]  |
| بيلبورد أغاني البوب البالغين          | 29     | [ 49 ]  |
| بيلبورد هوت 100                       | 1      | [ 50 ]  |
| بيلبورد هوت أغاني آر أند بي/هيب-هوب   | 7      | [ 51 ]  |
| بيلبورد أغاني لاتينية                 | 23     | [ 52 ]  |
| بيلبورد أغاني البوب                   | 1      | [ 53 ]  |
| بيلبورد أغاني الراب                   | 1      | [ 54 ]  |
| بيلبورد أغاني الراديو                 | 1      | [ 55 ]  |

| المخطط (2010)                       | المركز | المصادر |
| ----------------------------------- | ------ | ------- |
| أستراليا                            | 1      | [ 56 ]  |
| النمسا                              | 5      | [ 57 ]  |
| بلجيكا (فلاندرز)                    | 21     | [ 58 ]  |
| بلجيكا (والونيا)                    | 11     | [ 59 ]  |
| كندا                                | 7      | [ 60 ]  |
| الدنمارك                            | 7      | [ 61 ]  |
| أوروبا هوت 100                      | 8      | [ 62 ]  |
| المجر                               | 35     | [ 63 ]  |
| أيرلندا                             | 4      | [ 64 ]  |
| إيطاليا                             | 20     | [ 65 ]  |
| هولندا                              | 20     | [ 66 ]  |
| نيوزيلندا                           | 2      | [ 67 ]  |
| إسبانيا                             | 11     | [ 68 ]  |
| المملكة المتحدة                     | 1      | [ 69 ]  |
| بيلبورد هوت 100                     | 7      | [ 70 ]  |
| بيلبورد هوت أغاني آر أند بي/هيب-هوب | 59     | [ 71 ]  |
| بيلبورد أغاني البوب                 | 9      | [ 72 ]  |

| المخطط (2011) | المركز | المصادر |
| ------------- | ------ | ------- |
| إسبانيا       | 41     | [ 73 ]  |

## الشهادات
| الدولة           | الشهادات     | المبيعات  | المصادر |
| ---------------- | ------------ | --------- | ------- |
| أستراليا         | 7× بلاتينيوم | 490,000   | [ 74 ]  |
| بلجيكا           | ذهبي         | 10,000    | [ 75 ]  |
| الدنمارك         | بلاتينيوم    | 30,000    | [ 76 ]  |
| ألمانيا          | بلاتينيوم    | 300,000   | [ 77 ]  |
| إيطاليا          | بلاتينيوم    | 30,000    | [ 78 ]  |
| اليابان          | ذهبي         | 100,000   | [ 79 ]  |
| نيوزيلندا        | 2× بلاتينيوم | 30,000    | [ 80 ]  |
| روسيا            | 3× بلاتينيوم | 300,000   | [ 81 ]  |
| إسبانيا          | بلاتينيوم    | 40,000    | [ 82 ]  |
| سويسرا           | 3× بلاتينيوم | 90,000    | [ 83 ]  |
| الولايات المتحدة | 5× بلاتينيوم | 5,892,000 | [ 84 ]  |